# 브라운슈바이크뤼네부르크 공국
브라운슈바이크뤼네부르크 공국(Herzogtum Braunschweig-Lüneburg), 혹은 더 정확하게 브라운슈바이크 공국과 뤼네부르크 공국은 현재 독일의 북부 지방인 신성로마제국의 북서쪽에 중세 후반에서 근대 초반까지 있었던 공국이다.
1235년, 작센 벨프가의 사유지가 하인리히 사자공의 손자였던 오토 1세에게 봉토로 바쳐지면서 생겨났다. 영토에서 가장 컸던 두 도시 브라운슈바이크와 뤼네부르크가 공국의 이름이 되었다. 중세 전성기를 거치면서 여러 번 분할되기도 했다. 모든 벨프 가문의 사람들은 이 때부터 브라운슈바이크뤼네부르크 공작이라는 칭호를 가지게 되었다. 공국을 이루고 있던 각각의 영지는 1806년에 신성로마제국이 붕괴될 때까지 유지되었다. 빈 회의의 결과에 따라 영지는 하노버 왕국과 브라운슈바이크 공국으로 나뉘어 귀속되었다.

## 공국의 역사

### 공국 이전의 역사
이후 브라운슈바이크-뤼네브르크 공국이 되는 지역은 12세기에 작센 부족공국(Stammesherzogtums)의 일부였다. 1170년대 작센 공작 사자공 하인리히와 프리드리히 "바르바로사" 황제 사이의 갈등이 심화되었다. 이 갈등은 1180년 사자공 하인리히에 대한 제국추방령 시행과 겔른하우젠에서 열린 궁중의회(Hoftag)에서 실시된 공작령 해체로 절정에 달했다.

## 같이 보기
- 브라운슈바이크뤼네부르크 선제후국
- 브라운슈바이크 공국
- 하노버가
- 벨프가